# Historka o zelené planetě
Historka o zelené planetě (v originále Breve historia del planeta verde) je koprodukční hraný film z roku 2019, který režíroval Santiago Loza podle vlastního scénáře. Snímek měl světovou premiéru 11. února 2019 na Berlinale, kde získal cenu Teddy Award. V ČR byl uveden na filmovém festivalu Mezipatra.

## Děj
Tania je trans žena, která vystupuje v nočních klubech v Buenos Aires. Po smrti své babičky zdědí její dům na venkově. Vydá se tam se svými dlouholetými přáteli Danielou a Pedrem a objeví tajemství své babičky. Ta jí v dopise žádá, aby vzala tělo mimozemšťana, které doma ukrývala, a vrátila ho do pampy na místo, kde bylo původně nalezeno.

## Obsazení
| Romina Escobar  | Tania   |
| Paula Grinszpan | Daniela |
| Luis Soda       | Pedro   |

## Ocenění
- Teddy Award za nejlepší hraný film